# Olios banananus
Olios banananus là một loài nhện trong họ Sparassidae.
Loài này thuộc chi Olios. Olios banananus được Embrik Strand miêu tả năm 1916.